# Hemidactylus stejnegeri
Hemidactylus stejnegeri là một loài thằn lằn trong họ Gekkonidae. Loài này được Ota & Hikida mô tả khoa học đầu tiên năm 1989.